# Où le regard ne porte pas...
Où le regard ne porte pas... est une série de bande dessinée en deux tomes créée par Georges Abolin (scénario), Olivier Pont (dessin) et Jean-Jacques Chagnaud (couleur).

## Synopsis
Cette série raconte l'histoire de trois enfants en Italie au début du XXe siècle.
Un jour de 1906 débarque à Barellito, Italie, une famille venant de Londres. Le chef de famille, homme bon et généreux, a la naïveté de croire que les habitants durs et fermés de ce petit village accueilleront positivement ses progrès technologiques (un bateau de pêche à moteur) et ses projets grandioses de pêche industrielle. (Cette histoire n'est pas sans rappeler l'histoire de Jean de Florette de Marcel Pagnol). Il en ira autrement...
Le petit William, heureux d'arriver dans ce pays ensoleillé et encore sauvage, tombe vite sous le charme de la région et surtout de la belle petite voisine Lisa qui l'accueille avec plaisir et l'intègre dans sa petite bande de copains : Nino et Paolo. Il découvre avec intérêt que Lisa semble posséder d'étranges pouvoirs.

## Genre
Le scénario est d'abord très classique et divertissant - l'histoire d'un village et d'une bande de gamins - mais évolue peu à peu dans un style plus fantastique et inquiétant. L'intrigue et le suspense sont très prenants. Les dessins, très soignés, rendent les décors d'une façon magistrale. Ils scindent efficacement l'histoire présente des rêves fantastiques.

## Albums
- Dargaud (Collection Long courrier) : Tomes 1 et 2 (première édition des tomes 1 et 2).
- Tome 1 (2004)
- Tome 2 (2004)

## Réception
Le premier tome a obtenu en octobre 2004 le prix Saint-Michel du meilleur album francophone. L'ouvrage obtient le Grand prix RTL de la bande dessinée en 2004.